# Гущин, Лев Никитович
Лев Никитович Гущин (род. 5 июля 1944) — советский и российский журналист, главный редактор газеты «Московский комсомолец» (1977—1983), журнала «Огонёк» (1991—1997) и «Литературной газеты» (1999—2001).

## Биография
Родился в 1944 году.
- Работал типографским рабочим.
- Служил срочную службу в Советской Армии ВС Союза ССР.
- С 1967 года работал во Всесоюзном научно-исследовательском электротехническом институте.
- Находился на комсомольской работе, был секретарем Гагаринского райкома ВЛКСМ, первым секретарем Кунцевского райкома ВЛКСМ Москвы.
- Окончил Всесоюзный заочный финансово-экономический институт по специальности «экономист» в 1968 году.
- С 1977 по 1983 год возглавлял газету «Московский комсомолец».
- С 1983 по 1984 год — редактор отдела газеты «Советская Россия».
- С 1984 по 1987 — заместитель главного редактора газеты «Комсомольская правда».
- С 1987 года — первый заместитель главного редактора журнала «Огонёк»[2].
- 1991—1997 — главный редактор журнала «Огонёк»[3][4].
- 1999—2001 — главный редактор «Литературной газеты»[5].
- С марта 1998 года занимал должность президента ЗАО «Издательская и рекламная группа „Метрополис“».

## Награды
- Орден Почёта (16 декабря 1999 года) — за заслуги в области печати и в связи со 100-летием со дня выхода первого номера журнала[6]
- Награждён двумя орденами «Знак Почёта»
- Благодарность Президента Российской Федерации (25 июля 1996 года) — за активное участие в организации и проведении выборной кампании Президента Российской Федерации в 1996 году[7]